# Утакмице фудбалске репрезентације Мађарске 1957.
| Домаћин | Гост |

Фудбалска репрезентација Мађарске је током 1957. године одиграла осам утакмица. У јесен 1956. године, играчи Хонведа су отишли на неодобрену турнеју по иностранству, а због револуционарних немира, Ференц Пушкаш, Шандор Кочиш и Золтан Цибор, који су чинили окосницу репрезентације, нису се вратили кући са овог пута.
Репрезентација Мађарске је стартовала у квалификацијама за Светско првенство утакмицом против Норвешке и била изненађена поразом од 2 : 1. Наставак је био бољи, са две победе против Бугарске али и поразом од Норвешке од 5 : 0. Захваљујући дуплим поразом Норвежана од Бигарске Мажарска се пласирала на Светско првенство као лидер групе.
У пријатељским утакмицама, реми са Швеђанима 0 : 0 и пораз од Савезне Републике Немачке у Хановеру 1 : 0, а у Будимпешти пораз од Совјетског Савеза од 2 : 1.
Савезни селектори националног тима у овом периоду су били:
- Мартон Букови (341–343.)[note 1]
- Трочлана комисија: Лајош Бароти, Карољ Лакат, Карољ Шош (344–347.)
- Лајош Бароти (348.)

## Утакмице
| Норвешка                       | 2 : 1 (1 : 1) | Мађарска |
| ------------------------------ | ------------- | -------- |
| Хенум 10’ · К. Кристиансен 78’ | Извештај      | Тихи 44’ |

| Шведска | 0 : 0    | Мађарска |
| ------- | -------- | -------- |
|         | Извештај |          |

| Мађарска                           | 4 : 1 (3 : 0) | Бугарска        |
| ---------------------------------- | ------------- | --------------- |
| Махош 6’ 14’ 30’ · Божик 52’ (пен) | Извештај      | Г. Димитров 71’ |

| Бугарска | 1 : 2 (1 : 2) | Мађарска         |
| -------- | ------------- | ---------------- |
| Диев 42’ | Извештај      | Хидегкути 1’ 33’ |

| Мађарска      | 1 : 2 (1 : 1) | Совјетски Савез           |
| ------------- | ------------- | ------------------------- |
| Хидегкути 26’ | Извештај      | Татусин 6’ · Стрелцов 88’ |

| Мађарска        | 2 : 0 (1 : 0) | Француска |
| --------------- | ------------- | --------- |
| Ашпирањ 45’ 66’ | Извештај      |           |

| Мађарска                                                | 5 : 0 (2 : 0) | Норвешка |
| ------------------------------------------------------- | ------------- | -------- |
| Шандор 12’ · Чордаш 20’ 71’ · Махош 69’ · Фалх 76’ (аг) | Извештај      |          |

| Западна Немачка | 1 : 0 (1 : 0) | Мађарска |
| --------------- | ------------- | -------- |
| Келбаса 20’     | Извештај      |          |

## Голгетери у 1957.
| - Лајош Тихи - Ференц Махош - Јожеф Божик - Нандор Хидегкути - Густав Ашпирањ - Карољ Шандор - Мартон Букови (селектор) - Лајош Бароти (селектор) - Карољ Шош (селектор) |